# 阿戈纳克
阿戈纳克（法語：Agonac，法語發音：[aɡɔnak]）是法国多尔多涅省的一个市镇，位于该省中北部，属于佩里格区。

## 地理
阿戈纳克（45°17'34"N, 0°45'1"E）面积37.22 平方千米，位于法国新阿基坦大区多爾多涅省，该省份为法国西南部内陆省份，是法國本土面积第三大的省，大致对应佩里戈尔地区，北起顺时针与夏朗德省、上维埃纳省、科雷兹省、洛特省、洛特-加龙省、吉倫特省和滨海夏朗德省接壤。
与阿戈纳克接壤的市镇（或旧市镇、城区）包括：尚瑟维内勒、莱韦克堡、科尔尼耶、佩里戈尔地区索尔日和利格、圣弗龙达朗、佩里戈尔地区布朗托姆、佩里戈尔地区布朗托姆。

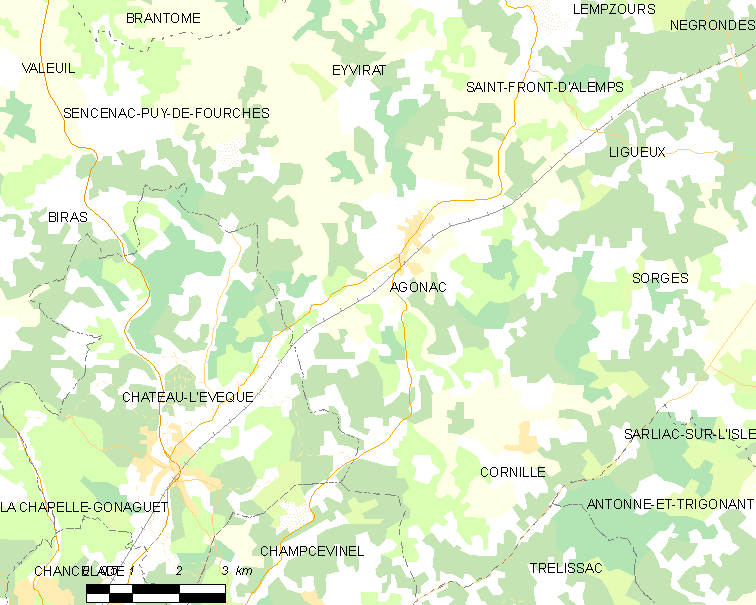
阿戈纳克的OSM定位图

阿戈纳克的时区为UTC+01:00、UTC+02:00（夏令时）。

## 行政
阿戈纳克的邮政编码为24460，INSEE市镇编码为24002。

## 政治
阿戈纳克所属的省级选区为特雷利萨克县。

## 人口

1962-2008年间阿戈纳克人口变化图示

阿戈纳克于2022年1月1日时的人口数量为1809人。